# The Winning Strain
The Winning Strain ist ein Kurzfilm von Leslie Winik aus dem Jahr 1966.

## Inhalt und Hintergrund
Der Dokumentarkurzfilm aus der Reihe Sports in Action zeigt Sportler beim Versuch, Höchstleistungen zu erbringen. In dem weitgehend in Zeitlupe gedrehten Film liegt der Fokus auf den Muskelbewegungen und dem Gesichtsausdruck, den die Sportler dabei zeigen. Ausgewählt wurden Disziplinen der Leichtathletik wie Laufen, Kugelstoßen, Stabhochsprung und Dreisprung.
Leslie Winik, der überwiegend Kurzfilme zum Thema Sport produzierte, inszenierte den Film mit seiner eigenen Filmproduktionsgesellschaft Winik Films in Zusammenarbeit mit Paramount Pictures. Der Film war zugleich der letzte von Winik produzierte Film.

## Auszeichnungen
Winik, der bereits 1961 für einen Oscar nominiert war, war bei der Oscarverleihung 1967 für den Oscar für den besten Kurzfilm nominiert.